# خرابش کردی (ترانه پینک‌پانترس)
«خرابش کردی» (به انگلیسی: Break It Off) ترانه‌ای از خواننده-ترانه‌پرداز انگلیسی پینک‌پانترس می‌باشد که در ۴ ژوئن سال ۲۰۲۱ از سوی الکترا و پارلفون رکوردز به‌عنوان تک‌آهنگ اصلی نخستین میکس‌تیپ وی تحت عنوان به درک منتشر گردید.